# (5242) Kenreimonin
(5242) Kenreimonin es un asteroide perteneciente al cinturón de asteroides, descubierto el 18 de enero de 1991 por Shigeru Inoda y el también astrónomo Takeshi Urata desde el Karasuyama Observatory, Japón.

## Designación y nombre
Designado provisionalmente como 1991 BO. Fue nombrado Kenreimonin en homenaje a Taira no Tokuko (Kenreimon-in), hija de Taira no Kiyomori y madre del emperador Antoku Tennō. Rescatada de ahogarse después de la batalla de Dan-no-ura en el año 1185.

## Características orbitales
Kenreimonin está situado a una distancia media del Sol de 2,801 ua, pudiendo alejarse hasta 2,988 ua y acercarse hasta 2,613 ua. Su excentricidad es 0,066 y la inclinación orbital 2,871 grados. Emplea 1712,43 días en completar una órbita alrededor del Sol.
El próximo acercamiento a la órbita terrestre se producirá el 1 de julio de 2138.

## Características físicas
La magnitud absoluta de Kenreimonin es 12,8. Tiene 8 km de diámetro y su albedo se estima en 0,313. Está asignado al tipo espectral Sq según la clasificación SMASSII.